# Vlastimil Marek
Vlastimil Marek (23. srpna 1946, Krnov – 16. března 2021, Mšeno) byl český alternativní hudebník, zenový buddhista, publicista, lektor, spisovatel a duchovní učitel.

## Raný život
Vlastimil Marek po maturitě absolvoval nástavbové studium oboru cestovní ruch. Roku 1965 prodělal vážnou nemoc a údajně prošel prožitkem blízké smrti, což pak ovlivnilo jeho další postoj k životu. V roce 1970 se přestěhoval do Prahy, roku 1978 strávil dva měsíce v zenbuddhistických centrech v Polsku a v následujícím roce odjel studovat do Japonska.

## Hudební aktivity
Jako hudebník působil ve skupinách Extempore, Elektrobus, Amalgam a MCH Band. Vystupoval však také s Jakubem Nohou a Emilem Pospíšilem. Byl aktivním členem Jazzové sekce a za svou činnost byl komunistickým režimem pronásledován. V srpnu 1986 ho komunistická tajná policie StB zavřela do vazební věznice za organizování mírového gongového koncertu. Později byl odsouzen za údajné „poškozování zájmů republiky v cizině“, ale v roce 1990 byl plně rehabilitován.
Systematicky propagoval hudbu New Age, a to i v rozhlasovém vysílání na Radiu Golem, Radiu Kobra či Radiu Echo. Pro Český rozhlas Ostrava zásadní měrou spolupracoval s autory Zlatou Holušovou a Zdeňkem Figurou na cyklech pořadů Hudba k tichu a Dobromysl, pro Český rozhlas 3 – Vltava seriál Zvuky.
V letech 1996 až 2011 připravoval pro Český rozhlas Vltava jednou za 14 dnů předpůlnoční pořad new age, etnické a ambientní hudby pod názvem Oaza, hudba pro povzbuzení i uklidnění. Dovezl do České republiky world music (jeho skupina Amalgam ji zkoušela a hrála již v roce 1979, kdy se to ani ve světě ještě world music nejmenovalo), alikvotní zpěv (na ostravském festivalu v roce 1991 zazpíval jeho přítel, od kterého kupoval a dovážel jiné zvukové a nástrojové objevy, tibetské mísy, a meditační steel drum, Jörn Raeck), článkem v časopise Regena (1990) a praktickými ukázkami prezentoval dávnou védskou ekologickou metodu spalování sušeného kravského trusu s přepuštěným máslem ghí a několika zrnky rýže za zpěvu mantry při východu a západu Slunce tzv. agnihotru, a v nultém čísle čtvrtletníku Baraka (1996) představil jako znovuobjevenou dávnou terapeutickou možnost i labyrint (později inicioval vznik několika soukromých labyrintů a spolupracoval při prezentaci labyrintária na zámku Loučeň), zorganizoval první kurz hry na primitivní, ale o to terapeutičtější australský nástroj didgeridoo, dovezl do Prahy (Bratislavy a Košic) amerického zpěváka manter Henry Marshalla (a nakonec i Devu Premal) a Čechy a posléze i Slováky seznámil s mantrami.

## Diskografie
- 1993 – Tichá voda
- 1994 – Dotek
- 1994 – Mana
- 1995 – Návazy a bobonky
- 2000 – Overtone music
- 2004 – Za hudbou

## Publicistika
Během komunistického režimu neměl přístup do oficiálních médií, proto publikoval v samizdatu. Kromě jiného si od roku 1976 pro sebe a okruh přátel vydával Markonoviny. Po roce 1989 publikoval např. v časopisech GEMMA, Regenerace, Meduňka, Moje psychologie, v Revue Prostor a v denících Telegraf, Český deník a v časopise Dingir. Ten v březnu 2022 připomněl roční výročí jeho úmrtí a související výstavu, kterou organizoval Markův zeť Jiří Janda.
Od roku 1997 publikoval pravidelně na internetu, přispíval svými fejetony do deníku Svět namodro (Dana Dočekala) a od září 2006 byl aktivním blogerem a do července 2008 publikoval několik stovek článků na blogu časopisu Respekt. Z důvodů odlišného názoru na povolování negativních komentářů tzv. trollů pak přesunul svůj blog na blog.baraka.cz.

## Přednášky a videa
V letech 1994 až 2008 pořádal pravidelné letní semináře, ale také přednášky (na téma nový věk, zen buddhismus, rozdíly mezi ženami a muži, a hlavně muzikoterapie jinak: s použitím nástrojů jako didgeridoo, tibetské mísy, šengy, steel drum, sférická píšťala a rainstick, jenž zní více než 10 minut).

## Přirozené porody
V rámci své terapeutické praxe postupně zjistil, že většina našich psychických a fyzických nemocí a traumat, ale i to, jak se chováme, jak reagujeme a jak se vztahujeme sami k sobě, má kořeny v prenatálním období našeho života a ve způsobu, jakým jsme byli porozeni a vychováváni. Na podzim 1995 publikoval v prvním čísle svého časopisu Mana vůbec první rozsáhlejší materiál, překlad článku Tvořivost v lůně matky. Do čísla 1/98 časopisu Regenerace připravil mnohostránkovou přílohu s názvem Prenatální život. V roce 1999 se zúčastnil konference The Art of Birthing v New Yorku (kde se poprvé osobně setkal s propagátorem přirozených porodů Michelem Odentem). O dva roky později v Praze, na konferenci Přivádíme děti na svět, se setkal se zakladatelem prenatální psychologie Peterem Fedorem-Freyberghem, a v časopise Regenerace byl zveřejněn jeho text Nová doba porodní: přirozený porod jako cesta ke společnosti bez násilí (což byl základ pozdější stejnojmenné knihy z roku 2002). Na přednáškách a seminářích po celé republice dalších deset let šířil myšlenku přirozených porodů a všeho, co s nimi souvisí. Originálním způsobem propojoval svět hudby a jejího působení na člověka jak s možnostmi terapie, tak prevence případných problémů. Zároveň byl jediný, kdo se systematicky i v této oblasti věnoval otázkám duchovnosti, které s přirozeným porodem (a psychikou rodiček a problémy mužsko-ženských nedorozumění, ale i příliš překotné feminizace mnoha českých žen) úzce souvisí (občas bývá nazýván „guru českých žen“). Jako novinář systematicky propagoval i práva žen a jejich větší zastoupení ve veřejném života. Díky všem těmto svým aktivitám, která pomohly a stále pomáhají rostoucímu počtu žen a dětí, se stal nepřehlédnutelnou postavou hnutí za přirozené porody.

## Duchovní aktivity

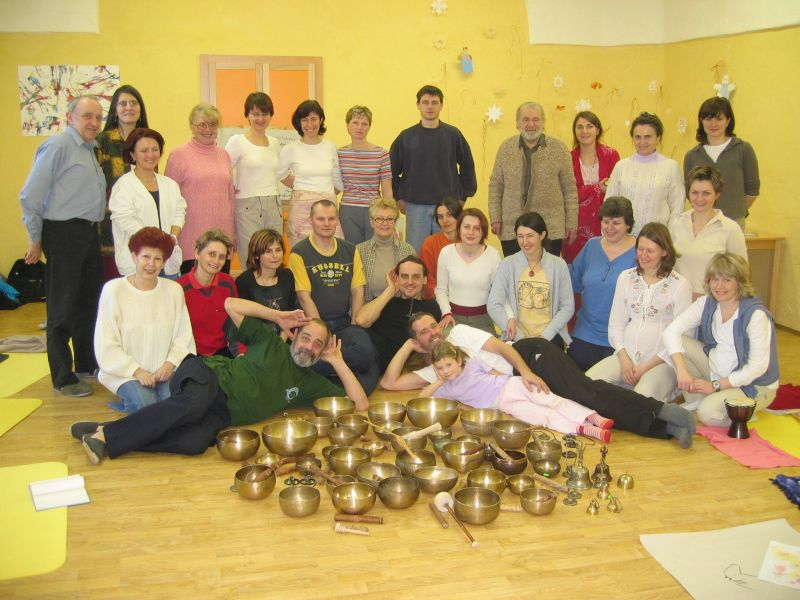
Seminář v Klatovech

Od roku 1975 se zajímá o východní filosofie, jógu a posléze zenový buddhismus (přeložil desítku knih a statí, kvůli tomuto zájmu se naučil japonsky). Od roku 1981, kdy v polském zenovém centru rozluštil zenové kóany a začal učit zen, pokračoval ve vedení víkendových meditačních kurzů, přednášel na školách a pro zájemce (v různých oddílech jógy).
V samizdatu vydával a šířil své překlady zenových kóanů, hlavní zenové literatury, a dalších knih současných zenových a duchovních mistrů (např. Zen a umění lukostřelby Eugena Herrigela, Co je to zen od D. T Suzukiho, Duch zenu Alana Wattse, Mysl začátečníka Šunryu Suzukiho, Tři pilíře zenu Philipa Kapleaua, Odklepávání popela na Buddhu a Pouze nevím Seung Sahna, ale i Racka Richarda Bacha), ale i své publikace (kromě prací jako Hudba Jinak nebo Zvukem dovnitř, v edici Dveře u Jazzové sekce SH, Almanach překladů, Rockové a Sci-fi sny, i sbírky esejů na duchovní témata). Již koncem 80. let 20. století organizoval soukromé víkendové semináře zenové meditace, a po sametovém převratu pak každodoční terapeutické víkendy a týdenní semináře, na kterých propojoval praktickou duchovnost (zenové poklony, zazen, pomalou meditaci v chůzi, ale i jednoduché, ale o to efektivnější metody propojování mozkových hemisfér pomocí rytmů nebo dávných indiánských metod objímání stromů atd.) se světem „jiné“ hudby.

## New Age (hnutí nové doby)
Díky překladům, kterým se v oblasti New Age věnoval tehdy jen v samizdatu od poloviny 80. let 20. stol., byl po sametové revoluci připraven: zprostředkoval českým zájemcům a nadšencům články, stati a recenze knih, posléze i rozhovory s vůdčími osobnostmi tohoto hnutí „lidských potenciálů“ (jak také bývá označováno). Sám Marek byl zdrženlivý k pojmu New Age (Nový věk).
Zvláště po roce 1992 (kdy se v Praze konala Mezinárodní transpersonální konference) se ukázalo, že našel své „poslání“: nejen že už z amerických časopisů (které mu posílali jeho američtí přátelé) jako byl New Age Journal, Yoga Journal, Magical Blend a další znal všechny hlavní protagonisty tohoto hnutí: v roce 1990 získal stipendium a šest týdnů studoval v Anglii na Schumacher college u Ruperta Sheldrakea teorie morfických rezonancí (kterou představil, spolu s např. flotačními vanami, v Almanachu překladů v roce 1984). Tamtéž osobně poznal i Rupertovu ženu, Jill Purceovou, která ho naučila alikvotní zpěv. Na konferencích se seznámil s lidmi jako byl znalec šamanismu Ralph Metzner, objevitel mayského kalendáře José Arguelles, původně vietnamský zenový mistr Thich Nhat Hahn, americký šaman Emahó (viz televizní dokument Viliama Poltikoviče, promítaný v České televizi), nejznámější americký „guru“ Ram Dass), mnich a spisovatel bratr David Steindl-Rast, spisovatelky a archeoložky alternativní ženské historie Rianne Eislerová a Marija Gimbutasová, jungiánka Jean Shinoda Bolen, buddhistka Joan Halifaxová, psycholožky zabývající se smrtí a umíráním Elisabeth Kübler-Rossová i Therese Schroeder-Shekerová, autor statí o sexuální alchymii Robert Anton Wilson, fyzik a šaman Fred Alan Wolf, psychoanalytik doby kamenné Theodore Rozsak, kněz Mathew Fox, nejznámější autor knih a přednášek o halucinogenech Terence McKenna, buddhista a psycholog Jack Kornfield, znalec alchymie Joscelyn Godwin, ale i nejznámější alikvotní zpěvák David Hykes.

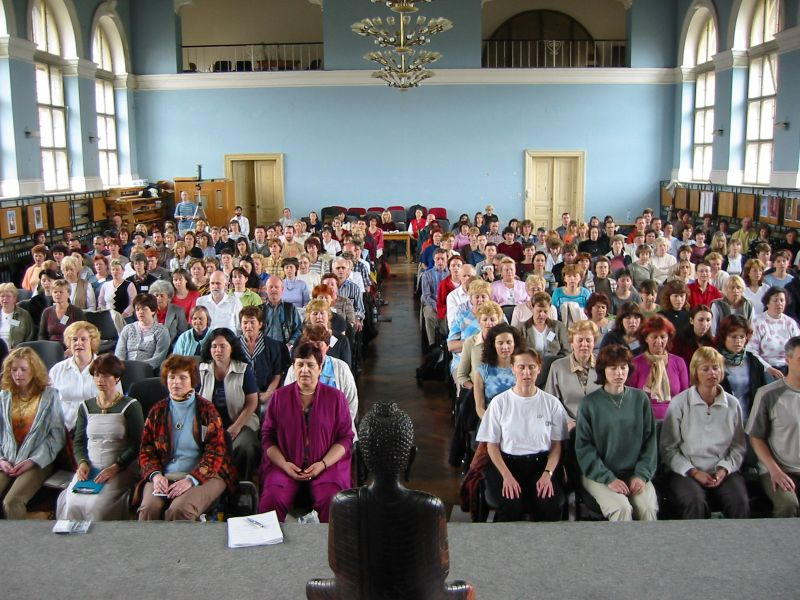
Univerzita New Age Milana Calábka

Pro první specializovaný obchod začal dovážet z Anglie a Holandska hudbu new age (a udělal rozhovory např. s asi nejslavnějším autorem této hudby Angličanem Mike Rollandem, americkým alternativním kytaristou Williamem Ackermanem, nebo Maxem Folmerem či Stefanem Micusem, kdo pro svůj časopis Mana a Baraka překládal a publikoval články lidí jako byli David Spangler, Timothy Leary, Fritjof Capra, Ken Wilber, psychonaut John Lilly, Marilyn Fergusonová (v časopise Baraka byly publikovány překlady kapitol O moci a o Jiném učení ze slavné a do češtiny stále nepřeložené základní knihy New Age Aquarian Conspiracy), ekonomka a ekoložka Hazel Hendersonová, ale i originální čeští filosofové Zdeněk Neubauer a Zdeněk Kratochvíl, geolog VáclavCílek, jogíni Eduard Tomáš i ze švýcarské emigrace se vrátivší Mirko Frýba, ekolog Boris Merhaut, sociolog Bohuslav Blažek, ale i první český (do porodů nezasahující) porodník Libor Kavan a zastánkyně nemedicínských, přirozených porodů porodní asistentky Ivana Königsmarková, Zuzana Štromerová a další. Právě Baraka představila Čechům např. psychowalkmany a jiné neurotechnologie, nový pohled na menhiry a posvátnou krajinu, japonský čajový obřad, objevitele duchovního života rostlin Clevea Backstera a jiný pohled i na posvátné rostliny, geomantické umění feng šuej, buddhistickou ekonomiku, břišní tanec, didžeridu atd. atp. Ne náhodou pak Marek mnoho let přednášel právě o hnutí New Age, ale i o muzikoterapii a duchovnosti, na soukromé Univerzitě Nové doby (Milana Calábka).

## Labyrinty

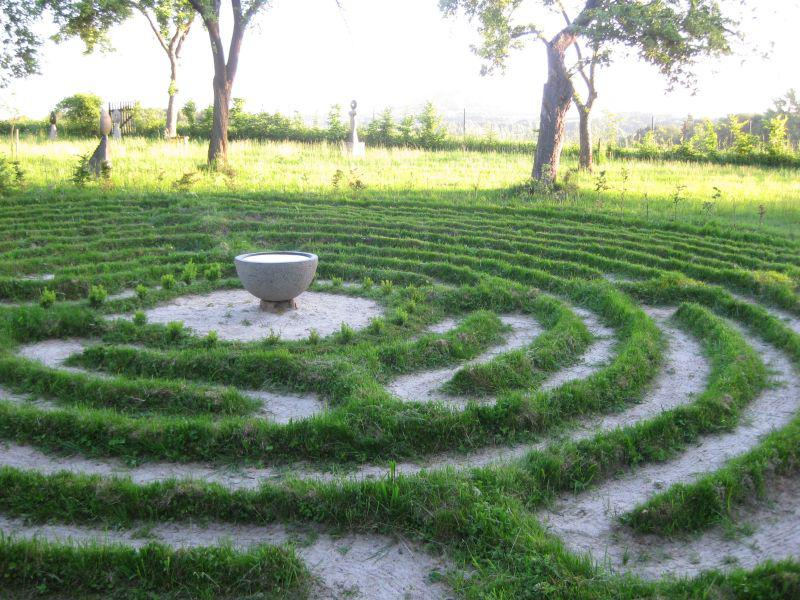
Soukromý labyrint Malá Skála

V roce 1991 se v rámci semináře Ruperta Sheldrakea v jižní Anglii (Rebirth of Nature) dověděl o hnutí labyrintů (a duchu místa a obnovovaných poutích), a v roce 1995 si svůj první labyrint (kopii toho z Chartres) vyzkoušel. Od té doby nenápadně, ale pravidelně šířil zvěst o této pradávné terapii pomalou chůzí a posvátných místech, jak ve svých článcích, tak na seminářích a přednáškách (např. při otevření labyrintária na zámku Loučeň). Inspiroval výstavbu celé řady labyrintů na území Čech i Moravy.
Jednou z atrakcí mezinárodní transpersonální konference roku 1995 v Kalifornii byl labyrint. Na ploše velkého sálu 6. patra hotelu Westin (Santa Clara) byla položena velká plachta, na které byla nakreslena kopie slavného labyrintu z katedrály v Chartres. Účastníci konference mohli kdykoliv přijít, sundat boty, a pomalu, meditačně soustředěně, se vydat na Cestu. Do centra labyrintu, sebe sama. Byla radost je pozorovat, někteří spěchali, asi jako obvykle, jiní přehrávaně dávali najevo, jak si za své peníze umějí labyrint užít. Na těch pravých hledačkách (většinou to byly ženy) bylo vidět, jak se postupně, tak jak postupovaly víc a víc ke středu, mění. Uvolňují. Vnitřně rozjasňují. I má tehdy čerstvá tehdejší žena si to užila a ke svému překvapení si došla pro mystický zážitek. (z článku v časopise Baraka, 1996)

## Knižní tvorba
V době socialismu pilně publikoval v samizdatu (časopisy jako Markonoviny, Březen, Buben, Ušmudlaný sen atd. vydával ve čtyřech až dvanácti kopiích a dával vázat, aby mohly kolovat).
V knižní tvorbě se věnuje oblasti hudby, zenové filozofie, ale také propagaci přirozeného porodu, zpěvu a hudby v těhotenství.

### Překlady
- 1992 – Na vlnách změn. Přednášky z 12. mezinárodní transpersonální konference, Radost
- 1993 – Gary Zukav: Sídlo duše, Pragma (druhé vydání Eminent 1997)
- 1999 – Henry Marshall: Mantry, zpěvem ke klidu a míru, Roiva
- 2018 - Vasant V. Paranjpe: Homa Terapie - Naše poslední šance, Deutsche Gesellschaft für Homa-Therapie